# 洛祖瓦特卡河
洛祖瓦特卡河（烏克蘭語：Лозуватка），是烏克蘭的河流，位於該國東南部，發源自澤列尼夫卡西北面，流經扎波羅熱州，最終注入亞速海，河道全長78公里，流域面積560平方公里。